# Dracula (film, 1979)
Pour les articles homonymes, voir Dracula (homonymie).
Pour plus de détails, voir Fiche technique et Distribution.
Dracula est un film américain réalisé par John Badham, sorti en 1979.

## Synopsis
À Whitby (Angleterre) en 1913, un navire fait naufrage. Le seul survivant est le comte Dracula, venu de Transylvanie avec pour seuls bagages des caisses emplies de sa terre natale. À Carfax Abbey où il réside, il fait la connaissance du directeur de l'asile le Dr Seward et de sa fille Lucy.

## Fiche technique
- Titre : Dracula
- Réalisation : John Badham
- Scénario : W. D. Richter, d'après la pièce de Hamilton Deane et John L. Balderston, elle-même inspirée du roman Dracula de Bram Stoker
- Musique : John Williams[1]
- Photographie : Gilbert Taylor
- Montage : John Bloom
- Décors : Peter Murton
- Costumes : Julie Harris
- Production : Walter Mirisch
- Sociétés de production : Universal Pictures & The Mirisch Corporation
- Société de distribution : Universal Pictures
- Pays de production :  États-Unis
- Langue originale : anglais
- Format : Couleurs - 2,35:1 - 35 mm - son Dolby
- Genre : fantastique, horreur
- Durée : 109 minutes
- Budget : 8 millions de dollars
- Dates de sortie :
  - États-Unis : 20 juillet 1979
  - France : 24 août 1979

## Distribution
- Frank Langella (VF : Claude Giraud) : le Comte Dracula
- Laurence Olivier (VF : Maurice Teynac) : le professeur Abraham Van Helsing
- Donald Pleasence (VF : Yves Barsacq) : le docteur Jack Seward
- Kate Nelligan (VF : Jocelyne Darche) : Lucy Seward
- Trevor Eve (VF : Pierre Arditi) : Jonathan Harker
- Jan Francis : Mina Van Helsing
- Tony Haygarth (VF : Jean Topart) : Milo Renfield
- Teddy Turner (VF : Georges Atlas) : Swales
- Sylvester McCoy : Walter
- Janine Duvitski (VF : Jeanine Forney) : Annie
- Kristine Howarth (VF : Monique Mélinand) : Mme Galloway
- Joe Belcher : Tony Hindley
- Ted Carroll : le marin
- Frank Birch : l'officier du port
- Gabor Vernon : le capitaine du Demeter

## Production

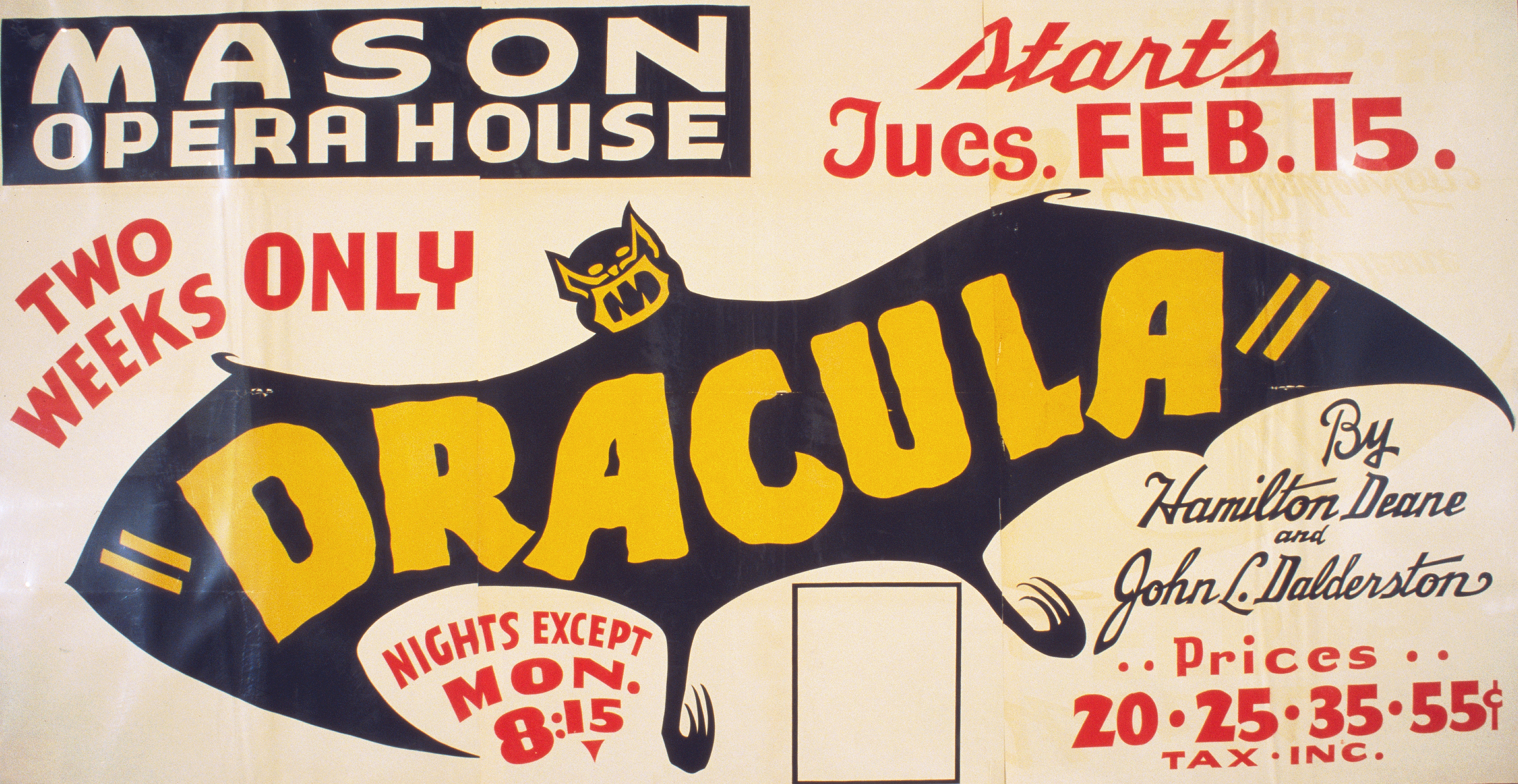
Affiche de 1938 pour la pièce de théâtre servant de base au film

Le film est adapté de la pièce de théâtre Dracula écrite par Hamilton Deane en 1924 (puis révisée par John L. Balderston). Il s'agit de la première adaptation officielle et autorisée du roman Dracula de Bram Stoker. En 1977, la pièce est rejouée à Broadway avec Frank Langella dans le rôle-titre du comte Dracula et pour lequel il avait été nommé au Tony Award du meilleur acteur dans une pièce en 1978. Cette version théâtrale séduit le producteur Walter Mirisch qui veut l'adapter au cinéma.
Le réalisateur John Badham voulait initialement tourner le film en noir et blanc pour rappeler les illustrations d'Edward Gorey de la pièce de Broadway de 1977. Universal Pictures refuse.
Donald Pleasence s'était vu offrir le rôle du chasseur de vampires Abraham Van Helsing, mais le refuse, prétextant qu'il était trop proche de celui du docteur Samuel Loomis qu'il avait interprété dans La Nuit des masques un an auparavant. Il préfère alors le rôle du docteur Jack Seward.
Le tournage s'est déroulé en 1978. Il a lieu dans les Cornouailles (Tintagel, St Just in Penwith, Crinnis Beach, Marazion, Mevagissey, Mount's Bay, St Austell), dans les studios de Shepperton dans le Surrey et dans les Twickenham Film Studios dans le Grand Londres.

## Distinctions
Aux Saturn Awards 1980, Dracula obtient le prix du meilleur film d'horreur. Il est par ailleurs nommé aux prix du meilleur réalisateur, meilleur acteur (Frank Langella), meilleur acteur dans un second rôle (Donald Pleasence) et meilleurs maquillages (Peter Robb-King). Dracula décroche par ailleurs la Licorne d'or au festival international du film fantastique et de science-fiction de Paris.